# Aeroportul Internațional Bisbee-Douglas
Aeroportul Internațional Bisbee-Douglas (IATA: DUG, ICAO: KDUG, FAA LID: DUG) este un aeroport din Comitatul Cochise, Arizona, Arizona, Statele Unite ale Americii ce deservește zona Douglas⁠(d). A fost numit după zona deservită.
Situat la o altitudine de 1.266 m, aeroportul dispune de 2 piste.

## Infrastructură

### Piste
Aeroportul dispune de 2 piste. Pista 08/26 are suprafața de asfalt și dimensiunile 4.966 picioare × 60 picioare. Pista 17/35 are suprafața de asfalt și dimensiunile 6.430 picioare × 100 picioare. 